# 高木敏子
高木 敏子（たかぎ としこ、1932年（昭和7年）6月19日 -　）は、日本の童話作家。

## 来歴・人物
東京府東京市本所区（現：東京都墨田区）生まれ。戦前はガラス工芸品製造工場を営む家庭に育つ。文化学院卒業。旧姓江井。2012年現在は千葉県千葉市美浜区在住。
焼け跡世代の一員として自身の幼少時(小学6年生)の戦時体験を綴った処女作「ガラスのうさぎ」で、1978年に厚生省児童福祉文化奨励賞（現在は一般財団法人児童健全育成推進財団の主宰する児童福祉文化賞になっている）、1979年に 日本ジャーナリスト会議奨励賞を受賞。2005年エイボン女性大賞を受賞。
「ガラスのうさぎ」は、戦争を知らない子ども達に、平和と命の尊さを知ってほしいという願いから刊行され、発刊以来、ロングセラーを続け、旧版、新版、文庫版あわせて今日まで220万部を超えるベストセラーとして多くの人々の間で読み継がれている。英語、ハンガリー語ほか9ヶ国で翻訳され、仏語、ポルトガル語、アラビア語での翻訳も進行中。実写映画、テレビドラマ、アニメ映画としても公開された。日本が再び戦争への道を歩み始めているのではないかと危惧する立場から、1986年に『もういや「お国のために」には - ガラスのうさぎを溶かさないで -』を岩波書店から上梓（岩波ブックレット）。 
作家活動と並行する形で戦争体験を語る講演を1000回以上にわたり継続してきたが、高齢および健康面の悪化を理由に、2007年8月1日『ラストメッセージ ガラスのうさぎとともに生きて』（メディアパル）をもって終了した。
2011年8月5日に神奈川県二宮町で戦争の記憶を後世へ伝え、平和を願う「ガラスのうさぎ像 平和と友情のつどい」に出席している。

## 著書
- 『ガラスのうさぎ』（金の星社）
- 『めぐりあい』（金の星社）
- 『けんちゃんとトシせんせい』（金の星社）
- 『もういや「お国のために」には - ガラスのうさぎを溶かさないで -』（岩波書店）
- 『ラストメッセージ ガラスのうさぎとともに生きて』（メディアパル）

## 関連図書
- 『『ガラスのうさぎ』：未来への伝言 平和の語り部 高木敏子の軌跡 DVD付』（金の星社）